# 京都大学人文科学研究所
京都大学人文科学研究所（きょうとだいがくじんぶんかがくけんきゅうしょ）は、京都大学の附置研究所で、3研究所（旧人文、東方文化研究所、西洋文化研究所）が統合して発足した研究所である（1949年1月）。世界文化の人文科学の総合研究を行うことを目的としている。2010年から共同利用・共同研究拠点に指定されている。京都大学吉田キャンパス本部構内の本館と同北白川の分館の2ヶ所に施設がある。略称は、京大人文研（きょうだいじんぶんけん）。

## 沿革

### 3つの前身機関
現在の人文研の前身の一つは、1929年4月に、義和団の乱の賠償金を資金とした「東方文化事業」の一環として設立された東方文化学院京都研究所である。初代の所長は狩野直喜で、1930年11月には北白川小倉町に新築の所屋（現在の分館）が開設された（特徴的なスパニッシュ様式の建物は東畑謙三の設計になる）。同所は開設当時、体制上は京都大学とは全く無関係の研究所であった。その後1938年4月には、東京研究所との2本立てとして外務省の影響下に設立された立場からの脱却を図り、東方文化学院からの離脱を果たし、東方文化研究所と改称された。
一方1934年にはドイツ文化研究所がかつての東一条本館の敷地に、また1939年には人文科学研究所（旧・人文研）が京都帝国大学の本部構内に開設された。旧人文研の所長は小島祐馬であり、京都学派に属する高坂正顕が専任教授に就任し柏祐賢らが研究員として所属した。戦争末期の1945年2月には当時、京都帝国大学総長であった羽田亨が東方文化研究所長に就任し、敗戦後の11月まで兼任した。

### 戦後の再出発
1945年の敗戦に伴いドイツ文化研究所は西洋文化研究所と改称された。1946年9月には（旧）人文科学研究所と西洋文化研究所を改組し、さらに東方文化研究所と併合する形で、新しい人文科学研究所（新・人文研）が誕生し、所長には安部健夫が就任した。新・人文研は、前身機関の組織を再編して「日本部」（主任・柏祐賢）・「東方部」（主任・貝塚茂樹）・「西洋部」（主任・桑原武夫）の3部門から構成されることとなり、発足当初には以下のような共同研究が行われた。
- 日本部
  - 日本の近代化（班長（以下同）、柏祐賢）
- 東方部
  - 東京夢華録の校註翻訳（入矢義高）
  - 清朝の文献、特に地誌による中国慣行の蒐集（清水盛光）
  - 中国技術史（薮内清）
  - 仏教芸術の研究（水野清一）
  - 中国古典の校註と索引編纂（平岡武夫）
  - 清代奏疏中の社会経済資料の集成 雍正硃批諭旨の研究（安部健夫）
  - 資治通鑑唐紀の研究（貝塚茂樹）
- 西洋部
  - ルソー研究（桑原武夫）

1969年11月15日、京都府警察は人文科学研究所の研究室などを放火容疑で家宅捜索。学園紛争の中で同月7日、文学部新館第一講義室が放火された事件に関連したもの。ヘルメット5個、ビラなどが押収された。

### 近年の再編
2000年4月の改組により、従来の3部制より2研究部5部門制（1附属センター）に改編され、「人文学研究部」は文化研究創成・文化生成・文化連関の3部門、従前の東方部を継承する「東方学研究部」は文化表象・文化構成の2部門より成るものとされた。また東洋学文献センターは東方学研究部所管の「附属漢字情報研究センター」（漢情研）となった。
2006年4月には、イタリア国立東方学研究所、フランス国立極東学院京都支部と連携して、人文学国際研究センターを発足させた。さらに、翌2007年4月には、大学共同利用機関法人人間文化研究機構との共同によって、現代中国研究センターを発足させて、部・部門相互間、あるいは学際的な共同研究を組んでいる。
2008年、人文研本館は戦後の新・人文研の開所以来初めて吉田本部構内に所在する旧・工学部5号館（かつての地球系専攻校舎）への移転を行い、現在に至っている。かつての東一条本館は改修を経て2010年4月より附置研究所であるiPS細胞研究所の施設として使用されている。
2009年4月に（附属）漢字情報研究センターは東アジア人文情報学研究センター（人情（じんじょう）研）に改組され、所蔵の学術調査資料のデジタルアーカイブ化プロジェクトを新規事業として立ち上げた。この際所長も交代し前所長の水野直樹が就任した。
2010年4月からは「人文学諸領域の複合的共同研究国際拠点」として共同利用・共同研究拠点としての活動を開始している。

## 教育と研究

### 組織
- 研究部門
  - 文化研究創成部門（人文学研究部）
  - 文化生成部門（人文学研究部）
  - 文化連関部門（人文学研究部）
  - 文化表象部門（東方学研究部）
  - 文化構成部門（東方学研究部）
- 附属研究施設
  - 人文情報学創新センター
  - 現代中国研究センター（東方学研究部）
  - 人文学国際研究センター

### 研究
21世紀COEプログラム
- 2003年

学際、複合、新領域
- 「東アジア世界の人文情報学研究教育拠点」（人文科学研究所）

## 紀要
また、研究所の紀要（研究所報）としては、設立当初より、日本部・西洋部の『人文学報』と、東方部の『東方学報 京都』の2本立ての体制による発刊が続けられている。東方部の誌名が異なる点については、東方文化学院#事業を参照のこと。